# Procompsognathus triassicus
Procompsognathus triassicus es la única especie conocida del género extinto Procompsognathus ("mandíbula elegante anterior") de dinosaurio terópodo celofísido, que vivió a finales del período Triásico, hace aproximadamente 218 a 211 millones de años, en el Noriense, en lo que es hoy Europa. 

## Descripción
El esqueleto parcial estaba pobremente preservado, por lo que la interpretación del espécimen fue compleja. Procompsognathus medía aproximadamente 1,2 metros de largo y 26 centímetros de alto, con un peso estimado de 1 kilogramo. Procompsognathus pudo haber medido alrededor de 1 metro de largo, aunque Fraas en 1913 estimó una longitud de 75 centímetro. En 2010, Gregory S. Paul dio una estimación de 1 kilogramo para el peso con una longitud de 1,1 metros. Procompsognathus presentaba un largo cráneo con órbitas prolongadas. Este bípedo, tenía las piernas traseras largas, los brazos cortos, las manos con grandes garras, un hocico delgado y largo con muchos pequeños dientes, y una cola tiesa. Vivió en un ambiente relativamente seco, en el interior del continente y pudo haber comido insectos, lagartos y las otras pequeñas presas. El fémur descubierto para el espécimen tipo de este género mide 93 milímetros y la tibia, 112 milímetros. La tibia es aproximadamente un 20% más larga que el fémur en Procompsognathus , una adaptación que se ha correlacionado fuertemente con el desarrollo de hábitos cursoriales en los dinosaurios, lo que sugiere que eran buenos corredores. En 2000, Rauhut notó que su escápula es más delgada que la de Coelophysis bauri. En 1998, Chatterjee señaló que el cráneo de Procompsognathus posee un conjunto de sinapomorfias de terópodos , que incluían la presencia de una fenestra maxilar accesoria, los vomer se fusionan rostralmente y se extienden considerablemente hacia la coana, la cabeza de un solo cuadrado se recibe completamente por escamosa sin contacto paroccipital, el laterosenoides posee un proceso postorbitario transversal,los orbitofenoides están fusionados.

## Descubrimiento e investigación

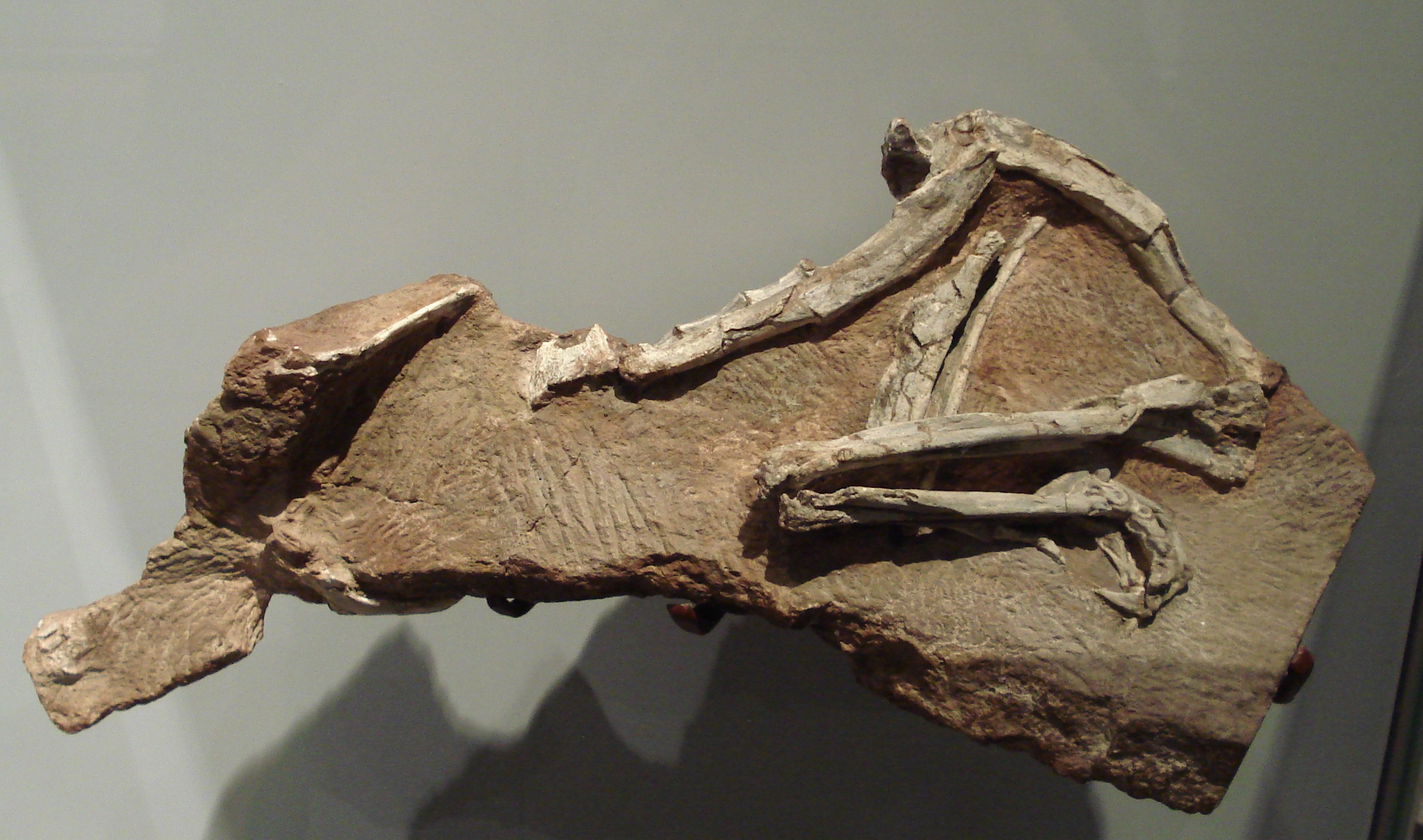
Holotipo (SNM 12591).

Procompsognathus fue nombrado por Eberhard Fraas en 1913. Nombró a la especie tipo, P. triassicus, basándose en un esqueleto pobremente preservado de Württemberg, Alemania. El material holotipo de Procompsognathus fue encontrado en al Formación Keuper, Stubensandstein, Pfaffenhoffen, hoy Heilbron, Wurttemberg. Alemania. Estos restos catalogados como SMNS 12591, descrito por Frass en 1912 como Hallopus celerrimus y luego en 1913 como Procompsognathus triassicus por el mismo autor. Constan de un esqueleto parcial de preservación muy pobre lo que hace la interpretación muy difícil. El material fue revisado por Ostrom en 1981. El cráneo se encontraba muy fragmentado pero da la impresión de una forma larga y estrecha de hocico, con una fosa anteorbital grande, una órbita grande, quijadas delgadas con los dientes recurvados una ventana infratemporal grande, y una ventana supratemporal elíptica más estrecha. Ninguna parte de la mandíbula parece haber estado presente. La preservación de este material no es suficientemente buena permitir un veredicto taxonómico firme. El esqueleto fragmentario y mal conservado de Procompsognathus se encontró en el miembro Stubensandstein medio de la Formación Löwenstein en Weiße Steinbruch, la cantera de Albert Burrer en las laderas norte de la región de Stromberg cerca de Pfaffenheim en Württemberg, Alemania. El descubrimiento fue realizado por Albert Burrer en la primavera de 1909 en sedimentos de arenisca blanca y marga gris azulada que se depositaron durante la etapa noriana del período Triásico, hace aproximadamente 210 millones de años.
El holotipo SMNS 12591 constaba de tres bloques de arenisca: uno mostraba un cráneo pequeño, de 7 centímetros de largo, severamente aplastado, con mandíbula inferior. El segundo y el tercero contenían los restos parcialmente articulados de un esqueleto poscraneal, que incluía veintinueve vértebras del cuello, la espalda y la cola; costillas elementos de la cintura escapular y una extremidad anterior; un ilion tanto el pubis como las patas traseras. Representa a un individuo adulto.
Burrer envió el espécimen al profesor Eberhard Fraas del königliche Stuttgarter Naturalienkabinett. En una conferencia el 9 de octubre de 1911, Fraas se refirió a él con el nombre de " Hallopus celerrimus", considerándolo una forma de dinosaurio saltarín que medía aproximadamente 60 centímetros de largo y estaba asociado con el origen de las aves. Más tarde, Fraas decidió utilizar un nombre diferente en la publicación oficial. Fraas en 1913 nombró al género Procompsognathus con una especie tipo, Procompsognathus triassicus. El espécimen tipo se encuentra en la colección del Museo Estatal de Historia Natural en Stuttgart, Alemania.
En 1921, Friedrich von Huene refirió dos especímenes más, ambos encontrados también en la cantera Burrer, en 1908, a Procompsognathus, SMNS 12352, un cráneo parcial y mandíbula inferior de un individuo más grande que el holotipo, y SMNS 12352a, una mano izquierda aislada. Rauhut y Hungerbühler en el 2000 reconsideraron una faja pélvica articulada, BMNH PV RU P77/1, incluyendo las piezas del sacro, de las vértebras dorsales más caudales, y de un fémur izquierdo asociado que carece su extremo distal, recogido del Triásico Superior, del Noriano, en Panty-y-ffunnon en el País de Gales, y referido por Wagner (1983) a Megapnosaurus. No obstante en todos los caracteres que sean comparables, el espécimen galés es también muy similar a Procompsognathus; otros descubrimientos de materiales adicionales pueden demostrar que el espécimen de Gales puede ser referible a Procompsognathus.

### Etimología
El nombre del género Procompsognathus, significa "antes de la mandíbula elegante", y se deriva del nombre de otro dinosaurio, Compsognathus. Este último, un pequeño dinosaurio depredador de Jurásico (tardío), tomó su nombre de la palabra griega kompsos (κομψός) que se puede prestar como "elegante", "refinado" o "delicado" y la palabra griega Gnathos (γνάθος) que significa "mandíbula". El prefijo pro (προ) implica "antes" o "ancestro de", aunque este linaje directo no recibió el apoyo de investigaciones subsiguientes. Asimismo, el nombre específico triassicus se refiere al período de tiempo geológico al que pertenece este dinosaurio, el Triásico.

## Clasificación
Aunque sin duda se trataba de un carnívoro pequeño y bípedo, la extremadamente pobre conservación del único fósil conocido de Procompsognathus hace que sea difícil de determinar su identidad exacta. Fraas lo asignó originalmente a los Dinosauria. En 1923 Franz Nopcsa acuñó un Procompsognathinae, y en 1929 von Huene creó un Procompsognathidae, aunque estos conceptos hoy en día rara vez se utilizan. En 1932 von Huene lo vio como un miembro de la Pseudosuchia no dinosaurio. Si bien ha sido históricamente catalogado como un dinosaurio terópodo, algunos expertos consideran a Procompsognathus no como un dinosaurio, sino como un ornitodiro primitivo. Sereno y Wild en 1992 consideraron al espécimen holotipo como compuesto por dos distintos animales. Ellos refirieron el cráneo a un cocodrilomorfo relacionado con Saltoposuchus, y el resto del esqueleto a un ceratosauriano emparentado con Segisaurus. Esto fue refutado en 1993 por Chatterjee, consideró el cráneo como el de un terópodo similar a Syntarsus , y demostró que no podría haber sido un crocodilomorfo, ya que carece de las características históricas de este grupo. Rauhut y Hungerbuhler han observado características de las vértebras que sugieren su pertenencia a los celofísidos o a los ceratosaurios, y recientemente durante una revisión del género emparentado Segisaurus, se concluyó que tanto Segisaurus como Procompsognathus debían pertenecer a Coelophysidae dentro de Dinosauria. Sereno en 1997 y Ezcurra y Novas en 2007 realizaron análisis filogenéticos que respaldaron la ubicación de Procompsognathus en el taxón Coelophysidae. Este género puede estar más estrechamente relacionado con Segisaurus halli.
Sin embargo, ha surgido mucha controversia acerca de la asociación con el material posterior referido por von Huene. En 1982, John Ostrom afirmó que SMNS 12352 y SMNS 12352a se originaron a partir de un taxón diferente del holotipo. En 2006 y 2008, Fabien Knoll concluyó que SMNS 12352 representaba un crocodilomorfo y SMNS 12352a un crocodilomorfo o algún otro arcosaurio basal. El esqueleto poscraneal, para el que reservó el número de inventario SMNS 12591, era un celofisoide y el cráneo, ahora indicado con el número SMNS 12591a, un terópodo quizás más derivado, posiblemente un miembro basal de los Tetanurae. En 2012 Knoll después de una tomografía computarizada reafirmó que SMNS 12352 era un crocodilomorfo, pero estableció que era diferente de Saltoposuchus.
Oliver Rauhut y Axel Hungerbuhler en el 2000 observaron características de las vértebras que sugieren que Procompsognathus puede ser un celofísido o ceratosauriano, y Carrano et al. en 2005, en su nuevo estudio del género relacionado Segisaurus, encontraron que tanto Segisaurus como Procompsognathus pertenecen a Coelophysidae dentro de Dinosauria. En 2004 David Allen considera Procompsognathus como un primitivo ornithodiro no dinosauriano.

### Filogenia
El cladograma a continuación se recuperó en un estudio de Matthew T. Carrano, John R. Hutchinson y Scott D. Sampson de 2005.

|  | Procompsognathus                                              |
|  |                                                               |
|  | Segisaurus                                                    |
|  |                                                               |
|  | Liliensternus                                                 |
|  |                                                               |
|  | \| \| Coelophysis \| \| \| \| \| \| Megapnosaurus \| \| \| \| |
|  |                                                               |
|  | Coelophysis                                                   |
|  |                                                               |
|  | Megapnosaurus                                                 |
|  |                                                               |

|  | Coelophysis   |
|  |               |
|  | Megapnosaurus |
|  |               |

|  | Procompsognathus                                              |
|  |                                                               |
|  | Segisaurus                                                    |
|  |                                                               |
|  | Liliensternus                                                 |
|  |                                                               |
|  | \| \| Coelophysis \| \| \| \| \| \| Megapnosaurus \| \| \| \| |
|  |                                                               |
|  | Coelophysis                                                   |
|  |                                                               |
|  | Megapnosaurus                                                 |
|  |                                                               |

|  | Coelophysis   |
|  |               |
|  | Megapnosaurus |
|  |               |

|  | Procompsognathus                                              |
|  |                                                               |
|  | Segisaurus                                                    |
|  |                                                               |
|  | Liliensternus                                                 |
|  |                                                               |
|  | \| \| Coelophysis \| \| \| \| \| \| Megapnosaurus \| \| \| \| |
|  |                                                               |
|  | Coelophysis                                                   |
|  |                                                               |
|  | Megapnosaurus                                                 |
|  |                                                               |

|  | Coelophysis   |
|  |               |
|  | Megapnosaurus |
|  |               |

|  | Procompsognathus                                              |
|  |                                                               |
|  | Segisaurus                                                    |
|  |                                                               |
|  | Liliensternus                                                 |
|  |                                                               |
|  | \| \| Coelophysis \| \| \| \| \| \| Megapnosaurus \| \| \| \| |
|  |                                                               |
|  | Coelophysis                                                   |
|  |                                                               |
|  | Megapnosaurus                                                 |
|  |                                                               |

|  | Coelophysis   |
|  |               |
|  | Megapnosaurus |
|  |               |

## En la cultura popular

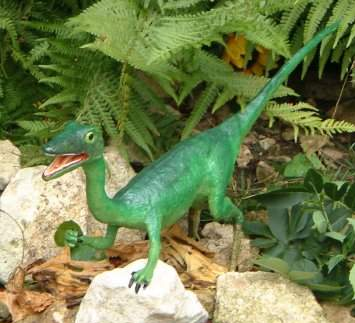
Modelo por el Dr. Busker

En las novelas de Michael Crichton Jurassic Park y The Lost World, Procompsognathus, donde aparecen como "compys", es una de las especies recreadas por ingeniería genética. Se los muestra como carroñeros y coprófagos, usados para limpiar el parque de los excrementos de los saurópodos. Si bien el autor inventa una mordedura venenosa para Procompsognathus con efectos soporíferos , no hay evidencia que respalde el veneno en Procompsognathus. En la adaptación cinematográfica, Procompsognathus es remplazado por su distante pariente celurosauriano Compsognathus. Sin embargo, en la segunda película, Robert Burke se refiere a ellos como Compsognathus triassicus, triassicus es la especie tipo de Procompsognathus. 
En el trío de novelas "Rex" de Eric Garcia , Procompsognathus es uno de los dieciséis géneros de dinosaurios que sobreviven hasta hoy en día. Como en Jurassic Park, Garcia se refiere a ellos como "compys".